# Monetazione al martello

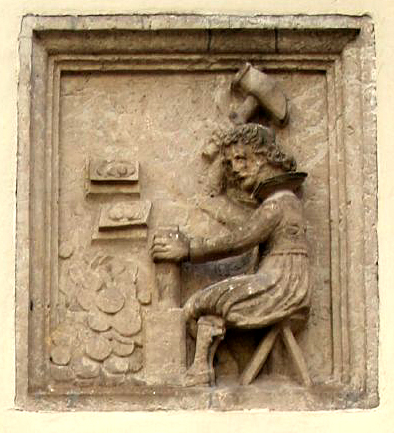
Monetazione al martello: bassorilievo a Rostock.

La monetazione al martello è stata la forma più comune di produzione delle monete dall'invenzione della moneta, nel primo millennio a.C., fino all'inizio dell'evo moderno, nel XV - XVII secolo.
Le monete coniate al martello erano prodotte disponendo un dischetto liscio di metallo (chiamato tondello) del peso corretto fra due conii e colpendo quindi il conio superiore con un martello per produrre l'immagine richiesta su entrambi i lati.
Il conio inferiore (a volte denominato il conio d'incudine) era solitamente affondato in un ceppo o in un'altra superficie robusta.  Uno dei monetieri teneva il conio di martello nella sua mano mentre veniva colpito o da lui o da un assistente.
In seguito, per aumentare la produzione di monete, le monete a volte erano prodotte da strisce di metallo dello spessore esatto, da cui le monete venivano successivamente tagliate.  Entrambi i metodi di coniazione con il martello, mostravano la difficoltà nel produrre monete di un diametro regolare e perciò queste erano soggette alla "tosatura",  dove gente senza scrupoli tagliava parte del metallo prezioso (dato che era difficile determinare il diametro corretto della moneta) oppure agitava vigorosamente il sacchetto in cui queste venivano riposte, in modo tale che lo sfregamento lasciasse all’interno la polvere di quel metallo.
In Inghilterra le prime monete non-martellate sono state prodotte durante il regno della regina Elisabetta I verso il 1560, ma mentre monete prodotte meccanicamente sono state prodotte sperimentalmente a intervalli durante tutto il secolo successivo, la coniazione al martello delle monete non si è conclusa che nel 1662, durante il regno di Carlo II.